# キム・ウォール (イギリスの俳優)
キム・ウォール（Kim Wall）は、イギリスの俳優。

## 出演作品
- 2011年 Holy Flying Circus（英語版）
- 1999年 The War Zone（英語版）